# Ralph L. Thomas
Pour les articles homonymes, voir Ralph Thomas (homonymie) et Thomas.
Ralph L. Thomas est un producteur, réalisateur et scénariste canadien, né le 8 septembre 1939 à São Luís (Brésil).

## Filmographie

### comme Réalisateur
- 1978 : Tyler
- 1978 : Cementhead (TV)
- 1979 : A Paid Vacation (TV)
- 1981 : Ticket to Heaven
- 1983 : The Terry Fox Story (TV)
- 1988 : The First Season
- 1988 : Apprentice to Murder
- 1993 : Vendetta II: The New Mafia (TV)
- 1995 : Young Ivanhoe (TV)
- 1995 : Arbalète et Rock'n roll (A Young Connecticut Yankee in King Arthur's Court)

### comme Scénariste
- 1979 : Every Person Is Guilty (TV)
- 1981 : Ticket to Heaven
- 1995 : Young Ivanhoe (TV)
- 1995 : Arbalète et rock'n roll (A Young Connecticut Yankee in King Arthur's Court)
- 1985 : Creeper's

### comme Producteur
- 1977 : Dreamspeaker (TV)
- 1978 : Drying Up the Streets

## Distinctions
- Prix Génie du meilleur film en 1982 pour Ticket to Heaven.
- Prix Génie du meilleur film en 1984 pour The Terry Fox Story .